# Містер і місіс Брідж
«Містер і місіс Брідж» (англ. Mr. & Mrs. Bridge) — кінофільм режисера Джеймса Айворі, що вийшов на екрани в 1990 році. Стрічка заснована на декількох романах Евана Коннелла.

## Сюжет
Події розвиваються в 30-ті роки 20-го століття. Волтер Брідж батько трьох дітей, у нього дві дочки — Рут і Керолін і син — Дуглас. Сім'я заможна і живе в досить великому особняку. Підростаючі діти чинять опір ідеалам батька, даючи зрозуміти, що у них вже є свій власний, більш сучасний погляд на навколишній світ. Мати, звичайна домогосподарка, намагається примирити чоловіка, який не бажає навіть прислухатися до думки інших, і своїх непоступливих дітей.

## У ролях
- Пол Ньюман — Волтер Брідж
- Джоан Вудворд — Індіа Брідж, дружина Волтера
- Кіра Седжвік — Рут Брідж, дочка Волтера та Індії
- Маргарет Уелш — Керолін Брідж, дочка Волтера та Індії
- Роберт Шон Леонард — Дуглас Брідж, син Волтера та Індії
- Джон Белл — Дуглас Бридж (в дитинстві)
- Сондра Макклейн — Харієт, служниця
- Саймон Келлоу — доктор Алєкс Зауер
- Блайт Даннер — Грейс Баррон
- Остін Пендлтон — містер Гедбері
- Гейл Гарнетт — Мейбл Онг
- Маркус Джаматті — Джил Девіс

## Нагороди та номінації
Academy Award
- Номінація: Краща жіноча роль — Джоан Вудворд

Golden Globe Award
- Номінація: Краща жіноча роль — драма — Джоан Вудворд

Independent Spirit Award
- Номінація: Краща жіноча роль — Джоан Вудворд

Kansas City Film Critics Circle Award
- Нагорода: Краща жіноча роль — Джоан Вудворд

New York Film Critics Circle Awards
- Нагорода: Краща жіноча роль — Джоан Вудворд
- Нагорода: Кращий сценарій — Рут Правер Джабвала